# Hibernophis breithaupti
Hibernophis breithaupti (лат.) — вымерший вид змей, описанный по ископаемым остаткам из  отложений формации Уайт-Ривер (нижний рюпель, олигоцен) американского штата Вайоминг. Относится к монотипическому роду Hibernophis Croghan, Palci, Onary, Lee & Caldwell, 2024. Назван в честь Брента Брейтхаупта, описавшего первоначальную находку и предположившего, что остатки змей, по которым описан вид, могут представлять собой скопление в зимней спячке.

## Таксономия и филогения
Образцы, по которым был описан вид, были обнаружены в 1976 году в округе Конверс штата Вайоминг (США). Они представляли собой расколотый надвое блок породы, в котором были заключены остатки практически полных скелетов трёх особей змей. В связи с высокой сохранностью и расположением примерно в одной горизонтальной плоскости, Б. Брейтхаупт и Д. Дюваль, описавшие находку, предположили, что змеи могли погибнуть, находясь в зимовальной камере, после чего быстро захорониться. Первоначально они были отнесены к родам Ogmophis и Calamagras, однако позднее Кроган с соавторами исследовали их более детально с использованием микрокомпьютерной томографии, что позволило им выделить змей в новые род и вид. Родовое название Hibernophis Croghan, Palci, Onary, Lee & Caldwell, 2024 было образовано от лат. hibernare, «зимовать» и др.-греч. ὄφις, «змея», и отсылает к предположению Брейтхаупта и Дюваля, а видовой эпитет breithaupti дан в честь Брейтхаупта.
Согласно проведённым филогенетическому анализу по методу максимальной парсимонии, а также байесовскому филогенетическому анализу, вид может являться сестринским таксоном по отношению к остальным представителям надсемейства Booidea, хотя по результатам байесовского анализа, основанного на другом наборе данных, Hibernophis breithaupti может включаться в семейство Charinaidae и представлять собой сестринский таксон по отношению к подсемейству Ungaliophinae.